# FIBA Euroleague 1999-2000
La FIBA Euroleague 1999-2000 di pallacanestro maschile venne vinta dal Panathīnaïkos di Atene, che sconfisse in finale il Maccabi Tel Aviv.
Fu l'ultima edizione della Euroleague targata FIBA; nel 2000-2001 vennero infatti organizzate la Suproleague (sempre dalla FIBA) e l'Euroleaga dell'ULEB.

## Risultati

### Primo turno

#### Gruppo A
|    | Squadra        | G  | V | P | PF  | PS  |
| -- | -------------- | -- | - | - | --- | --- |
| 1. | Barcellona     | 10 | 9 | 1 | 780 | 685 |
| 2. | CSKA Mosca     | 10 | 7 | 3 | 754 | 705 |
| 3. | Pall. Treviso  | 10 | 6 | 4 | 700 | 675 |
| 4. | PAOK Salonicco | 10 | 5 | 5 | 730 | 680 |
| 5. | Cholet         | 10 | 2 | 8 | 640 | 711 |
| 6. | Stella Rossa   | 10 | 1 | 9 | 636 | 784 |

#### Gruppo B
|    | Squadra          | G  | V | P | PF  | PS  |
| -- | ---------------- | -- | - | - | --- | --- |
| 1. | Panathīnaïkos    | 10 | 9 | 1 | 802 | 690 |
| 2. | Olimpija Lubiana | 10 | 5 | 5 | 776 | 791 |
| 3. | Real Madrid      | 10 | 5 | 5 | 714 | 743 |
| 4. | Alba Berlino     | 10 | 5 | 5 | 734 | 747 |
| 5. | Tofaş Bursa      | 10 | 4 | 6 | 715 | 738 |
| 6. | Žalgiris Kaunas  | 10 | 2 | 8 | 719 | 751 |

#### Gruppo C
|    | Squadra          | G  | V | P | PF  | PS  |
| -- | ---------------- | -- | - | - | --- | --- |
| 1. | ASVEL            | 10 | 8 | 2 | 711 | 645 |
| 2. | Olympiakos       | 10 | 6 | 4 | 668 | 627 |
| 3. | Maccabi Tel Aviv | 10 | 6 | 4 | 773 | 714 |
| 4. | Ülkerspor        | 10 | 5 | 5 | 756 | 770 |
| 5. | Pall. Varese     | 10 | 3 | 7 | 715 | 762 |
| 6. | Pivovarna Laško  | 10 | 2 | 8 | 712 | 817 |

#### Gruppo D
|    | Squadra           | G  | V | P | PF  | PS  |
| -- | ----------------- | -- | - | - | --- | --- |
| 1. | Efes Pilsen       | 10 | 6 | 4 | 707 | 678 |
| 2. | Cibona Zagabria   | 10 | 6 | 4 | 744 | 759 |
| 3. | Fortitudo Bologna | 10 | 6 | 4 | 729 | 703 |
| 4. | Budućnost         | 10 | 5 | 5 | 760 | 746 |
| 5. | Siviglia          | 10 | 5 | 5 | 699 | 689 |
| 6. | Pau-Orthez        | 10 | 2 | 8 | 686 | 750 |

### Secondo turno
Nel secondo turno, le squadre vengono redistribuite in nuovi gruppi ma mantengono i punti accumulati nella prima fase.

#### Gruppo E
|    | Squadra         | G  | V  | P  | PF   | PS   |
| -- | --------------- | -- | -- | -- | ---- | ---- |
| 1. | Barcellona      | 16 | 12 | 4  | 1183 | 1091 |
| 2. | CSKA Mosca      | 16 | 9  | 7  | 1216 | 1182 |
| 3. | Pall. Treviso   | 16 | 9  | 7  | 1156 | 1139 |
| 4. | Alba Berlino    | 16 | 9  | 7  | 1174 | 1186 |
| 5. | Tofaş Bursa     | 16 | 8  | 8  | 1193 | 1171 |
| 6. | Žalgiris Kaunas | 16 | 4  | 12 | 1148 | 1200 |

#### Gruppo F
|    | Squadra          | G  | V  | P  | PF   | PS   |
| -- | ---------------- | -- | -- | -- | ---- | ---- |
| 1. | Panathīnaïkos    | 16 | 13 | 3  | 1246 | 1084 |
| 2. | Olimpija Lubiana | 16 | 10 | 6  | 1201 | 1175 |
| 3. | Real Madrid      | 16 | 10 | 6  | 1227 | 1187 |
| 4. | PAOK Salonicco   | 16 | 7  | 9  | 1140 | 1114 |
| 5. | Cholet           | 16 | 3  | 13 | 1054 | 1186 |
| 6. | Stella Rossa     | 16 | 2  | 14 | 1034 | 1257 |

#### Gruppo G
|    | Squadra          | G  | V  | P  | PF   | PS   |
| -- | ---------------- | -- | -- | -- | ---- | ---- |
| 1. | Maccabi Tel Aviv | 16 | 12 | 4  | 1182 | 1050 |
| 2. | ASVEL            | 16 | 11 | 5  | 1107 | 1056 |
| 3. | Olympiakos       | 16 | 10 | 6  | 1117 | 1045 |
| 4. | Budućnost        | 16 | 7  | 9  | 1164 | 1168 |
| 5. | Siviglia         | 16 | 6  | 10 | 1068 | 1107 |
| 6. | Pau-Orthez       | 16 | 4  | 12 | 1078 | 1164 |

#### Gruppo H
|    | Squadra           | G  | V  | P  | PF   | PS    |
| -- | ----------------- | -- | -- | -- | ---- | ----- |
| 1. | Efes Pilsen       | 16 | 11 | 5  | 1221 | 1142  |
| 2. | Fortitudo Bologna | 16 | 10 | 6  | 1198 | 1145  |
| 3. | Cibona Zagabria   | 16 | 10 | 6  | 1201 | 12070 |
| 4. | Ülkerspor         | 16 | 8  | 8  | 1204 | 1235  |
| 5. | Pall. Varese      | 16 | 5  | 11 | 1186 | 1240  |
| 6. | Pivovarna Laško   | 16 | 2  | 14 | 1147 | 1314  |

### Ottavi di finale
| Squadra 1         | Totale | Squadra 2        | Gara 1 | Gara 2 | Gara 3 |
| ----------------- | ------ | ---------------- | ------ | ------ | ------ |
| Union Olimpija    | 2-1    | Olympiakos       | 65-61  | 52-68  | 85-67  |
| Barcellona        | 2-1    | Ülkerspor        | 78-73  | 60-63  | 86-65  |
| Fortitudo Bologna | 2-0    | Benetton Treviso | 82-73  | 77-61  | -      |
| Maccabi Tel Aviv  | 2-1    | PAOK Salonicco   | 77-62  | 55-67  | 78-62  |
| CSKA Mosca        | 1-2    | Cibona           | 72-75  | 75-55  | 69-78  |
| Panathīnaïkos     | 2-1    | KK Budućnost     | 65-59  | 64-77  | 78-61  |
| ASVEL             | 2-0    | Real Madrid      | 72-59  | 85-73  | -      |
| Efes Pilsen       | 2-0    | ALBA Berlino     | 90-81  | 93-73  | -      |

### Quarti di finale
| Squadra 1        | Totale | Squadra 2         | Gara 1 | Gara 2 | Gara 3 |
| ---------------- | ------ | ----------------- | ------ | ------ | ------ |
| Barcellona       | 2-1    | Union Olimpija    | 70-67  | 64-71  | 71-66  |
| Panathīnaïkos    | 2-0    | Cibona            | 73-62  | 69-63  | -      |
| Efes Pilsen      | 2-1    | ASVEL             | 93-85  | 60-77  | 68-66  |
| Maccabi Tel Aviv | 2-1    | Fortitudo Bologna | 62-65  | 80-73  | 79-64  |

### Final four
|  | Semifinali       | Semifinali       | Semifinali    |               |                  | Finale           | Finale          | Finale          |  |
|  |                  |                  |               |               |                  |                  |                 |                 |  |
|  | Barcellona       | Barcellona       | 51            |               |                  |                  |                 |                 |  |
|  | Barcellona       | Barcellona       | 51            |               |                  |                  |                 |                 |  |
|  | Maccabi Tel Aviv | Maccabi Tel Aviv | 65            |               |                  |                  |                 |                 |  |
|  | Maccabi Tel Aviv | Maccabi Tel Aviv | 65            |               | Maccabi Tel Aviv | Maccabi Tel Aviv | 67              |                 |  |
|  |                  |                  |               |               | Maccabi Tel Aviv | Maccabi Tel Aviv | 67              |                 |  |
|  |                  |                  | Panathīnaïkos | Panathīnaïkos | 73               |                  |                 |                 |  |
|  | Panathīnaïkos    | Panathīnaïkos    | Panathīnaïkos | Panathīnaïkos | 73               | 81               |                 |                 |  |
|  | Panathīnaïkos    | Panathīnaïkos    |               |               |                  | 81               |                 |                 |  |
|  | Efes Pilsen      | Efes Pilsen      | 71            |               |                  | Finale 3º posto  | Finale 3º posto | Finale 3º posto |  |
|  | Efes Pilsen      | Efes Pilsen      | 71            |               |                  |                  |                 |                 |  |
|  |                  |                  |               |               |                  |                  |                 |                 |  |
|  |                  |                  |               |               |                  | Barcellona       | Barcellona      | 69              |  |
|  |                  |                  |               |               |                  | Barcellona       | Barcellona      | 69              |  |
|  |                  |                  |               |               |                  | Efes Pilsen      | Efes Pilsen     | 75              |  |

| Coppa dei Campioni 1999-2000 |
| ---------------------------- |
| Panathinaikos 2º titolo      |

## Formazione vincitrice
| N° | Naz.                  | Ruolo | Sportivo            |  | Alt. |  |
| -- | --------------------- | ----- | ------------------- |  | ---- |  |
| 4  | Grecia (bandiera)     | AP    | Fragkiskos Alvertīs |  | 206  |  |
| 5  | Grecia (bandiera)     | P     | Giōrgos Kalaitzīs   |  | 195  |  |
| 6  | Germania (bandiera)   | P     | Michael Koch        |  | 190  |  |
| 7  | Spagna (bandiera)     | AG    | Johnny Rogers       |  | 208  |  |
| 8  | Grecia (bandiera)     | AG    | Antōnīs Fōtsīs      |  | 209  |  |
| 9  | Italia (bandiera)     | P     | Ferdinando Gentile  |  | 190  |  |
| 10 | Jugoslavia (bandiera) | AP    | Dejan Bodiroga      |  | 205  |  |
| 11 | Grecia (bandiera)     | G     | Nikos Mpountourīs   |  | 192  |  |
| 12 | Jugoslavia (bandiera) | C     | Željko Rebrača      |  | 213  |  |
| 13 | Irlanda (bandiera)    | C     | Pat Burke           |  | 211  |  |
| 14 | Israele (bandiera)    | P     | Oded Kattash        |  | 192  |  |
| 15 | Grecia (bandiera)     | AG    | Giōrgos Karagkoutīs |  | 207  |  |
| 16 | Grecia (bandiera)     | AG    | Kōstas Maglos       |  | 208  |  |
|    | Jugoslavia (bandiera) | All.  | Željko Obradović    |  |      |  |